# Список умерших в 1856 году
В этой статье представлен список известных людей, умерших в 1856 году.
- См. также: Категория:Умершие в 1856 году

## Январь
- 6 января — Николя Бокса (66) — французский арфист-виртуоз, композитор, дирижёр и музыкальный организатор чешского происхождения.
- 12 января — Людовит Велислав Штур (40) — словацкий поэт, филолог, общественный деятель.
- 23 января — Николай Надеждин (51) — многосторонний русский учёный.
- 30 января — Уильям Бакли — английский заключённый, высланный из Англии в Австралию, где совершил побег и много лет прожил среди аборигенов.

## Февраль
- 1 февраля — Иван Паскевич (73) — русский военный деятель.
- 14 февраля — Екатерина Хитрово (точный возраст неизвестен) — сестра милосердия и настоятельница Крестовоздвиженской общины сестёр милосердия в период Крымской войны.
- 17 февраля — Генрих Гейне (58) — немецкий поэт, публицист и критик, считающийся последним поэтом «романтической эпохи» и одновременно её главой.
- 24 февраля — Николай Лобачевский (63) — русский математик, создатель неевклидовой геометрии.

## Март
- 16 марта — Пётр Турчанинов — протоиерей, русский духовный композитор.

## Апрель
- 1 апреля — Филипп Вигель (69) — один из самых знаменитых русских мемуаристов, знакомый Пушкина, член Арзамасского кружка, автор широко известных и популярных в XIX веке «Записок».
- 26 апреля — Пётр Чаадаев (61) — русский философ и публицист.

## Июнь
- 23 июня — Иван Киреевский (50) — русский религиозный философ, литературный критик и публицист.
- 26 июня — Макс Штирнер (Иоганн Каспар Шмидт) (49) — немецкий философ.

## Июль
- 9 июля — Амедео Авогадро (79) — граф, итальянский учёный, физик и химик, открыватель закона Авогадро.
- 29 июля:
  - Карел Гавличек-Боровский (34) — чешский политический деятель, поэт и публицист, один из основоположников чешской журналистики, сатиры и литературной критики.
  - Роберт Шуман (46) — немецкий (саксонский) композитор, дирижер, музыкальный критик, педагог, один из самых значительных композиторов первой половины XIX века.

## Август
- 19 августа — Шарль Фредерик Жерар (39) — французский химик.
- 30 августа — Гилберт Эббот Э-Беккет (45) — британский писатель-сатирик.

## Октябрь
- 10 октября — Алехандро Висенте Лопес и Планес (71) — Президент Аргентины (1827). Автор текста гимна Аргентины.

## Ноябрь
- 18 ноября — Михаил Воронцов (74) — граф, светлейший князь, генерал-фельдмаршал, генерал-адъютант; почётный член Петербургской Академии наук; новороссийский и бессарабский генерал-губернатор (1823—1844).